# Paul Joseph Boudier
Pour les articles homonymes, voir Boudier.
Paul Joseph Boudier est un haut fonctionnaire français né le 27 décembre 1854 à Corgoloin (Côte-d'Or) et décédé le 8 novembre 1908 au même endroit. Il fut aussi régent de la Banque de France.

## Biographie
Après des études de Droit, et un bref passage au Barreau de Dijon comme Avocat, il intègre la carrière préfectorale où il occupe notamment les postes de préfet de l'Yonne, préfet de la Haute-Marne, préfet de la Corse, préfet de Saône-et-Loire, préfet de Haute-Vienne, où il prit des mesures répressives à l'encontre des Tsiganes. Il s'oriente ensuite vers l'administration des finances où il exerce des responsabilités de trésorier-payeur, puis de régent de la Banque de France.

### Carrière
- 1877 : licencié en droit
- 1879 : avocat à la CA de Dijon
- 1879-1885 : chef de cabinet ou secrétaire général dans divers département (Côte-d'Or, Jura, Lozère, Vienne, Loire)
- 1886-1888 : sous-préfet de l'Aisne
- 1888-1893 : préfet de l'Yonne
- 1893-1896 : préfet de la Haute-Marne
- 1896-1897 : préfet de Corse
- 1897-1898 : préfet de Saône-et-Loire
- 1898-1900 : préfet de la Haute-Vienne
- Trésorier-payeur général du département du Doubs
- Élu régent de la Banque de France le 30 janvier 1908

## Distinction
Paul Joseph Boudier est :
- Officier de la Légion d'honneur (1896)[5]
- Officier de l'Instruction publique (ordre des Palmes académiques)
- Chevalier du Mérite agricole

Il est également décoré de nombreux ordres étrangers :
- Officier commandeur de l'Ordre de Francois-Joseph (Empire Austro-Hongrois)
- Sainte-Anne de 2e classe (Empire Russe)
- Grand-Officier de l'Ordre du Dragon d'Annam
- Ordre du Kim Khan (Gond d'or) de 1re classe

## Sources
- René Bargeton, Référence:Les Préfets du 11 ventôse an VIII au 4 septembre 1870, Archives nationales, 423 p. (ISBN 9782860000642)
- Pierre-François Pinaud, Les Trésoriers-Payeurs généraux au XIXe siècle : répertoires nominatif et territorial, Paris, 1983.
- Christiane Lamoussière, Patrick Laharie, Le Personnel de l'administration préfectorale, 1881-1926, vol. 2, p. 184, éd. Archives nationales, 2001,  (ISBN 2860002901)